# Хмельницький автобус
Хмельницький автобус — система автобусного громадського транспорту Хмельницького.

## Історія

### Поява автобуса
У Проскурові громадський транспорт з'явився лише у XIX столітті. Для пересування жителі міста користувалися підводами з візниками. Таких візників називали «балагулами». За додаткову плату вони могли доставляти пасажирів навіть до навколишніх сіл. На початку XX століття у Проскурові почали з'являтись перші автомобілі. Їх теж можна було замовити, але дозволити собі такі поїздки могли лише багаті містяни.
Перший автобусний маршрут міста був прокладений в 1929 році. Тоді автобус їздив від залізничного вокзалу до Кам'янецького Переїзду. Проїжджав по вулиці Шевченка і Кам'янецькій. Мосту тоді ще не було. За переїздом він розвертався, бо далі був цвинтар і пустка.
Регулярний рух автобуса було розпочато 7 листопада 1929 року. Проскурів був один із перших українських міст з регулярним рухом.
До 1938 року місто обслуговував лише один автобус. В 1938 році було куплено другий автобус, а у наступному 1939 році — третій. Ціна автобуса була різна. Було три ділянки - ціна коливалась від 10 до 20 копійок, залежно від кількості проїханих ділянок. Після Другої світової війни було збільшено кількість автобусів і маршрутів.

### Сучасність
В 2019 році було запущено маршрут № 3, який сполучав мікрорайон Озерна і філармонію. В 2022 році продовжили до мікрорайону Дубове. 12 жовтня 2023 року маршрут сполучатиме мікрорайон Ракове.
12 вересня 2022 року запущено маршрут № 15, який сполучає село Шаровечка і автостанцію № 3.
20 червня 2023 року маршрут № 49 отримав великогабаритні автобуси. Окрім того інтервал було удвічі збільшено.
В лютому 2024 року на маршруті № 2 додалось ще 2 великогабаратних автобуса.
24 вересня 2024 року запущено маршрут № 28а, який сполучає Гречани і Лезневе з заїздом до автобусного терміналу KLR. Обслуговують великогабаритні автобуси.

## Маршрути
| №   | Початковий пункт | Кінцевий пункт   | Примітки            |
| --- | ---------------- | ---------------- | ------------------- |
| 2   | вул. Північна    | Ракове           |                     |
| 2а  | вул. Північна    | Ракове           | Ч/з Кладовище       |
| 3   | Озерна           | Ракове           | Ч/з обласну лікарню |
| 4   | Ружична          | вул. Староміська |                     |
| 5   | Лезневе          | Речовий ринок    |                     |
| 7   | Озерна           | Лезневе          |                     |
| 8   | Озерна           | Ракове           |                     |
| 15  | АС № 3           | с. Шаровечка     |                     |
| 28а | вул. Північна    | Лезневе          |                     |
| 49  | Озерна           | Завод «Катіон»   |                     |